# Rodolfo Samsó
Rodolfo Samsó (Caballito, Buenos Aires, 24 de enero de 1960) es un humorista y actor argentino que es reconocido por el nombre de uno de sus personajes: «Alacrán». Su esposa  Mariana Brancato, es periodista y productora de televisión.

## Biografía
Nacido en el barrio de Caballito. Hincha de San Lorenzo de Almagro, estudió la carrera de maestro en el colegio Mariano Acosta. Luego se inició en la fabricación de ropa, desarrollándose con gran éxito en el rubro textil con más de 10 locales de venta al público. En 1989, como herramienta para vencer su timidez, empezó a estudiar teatro. Su propósito era convertirse en un actor dramático, pero cuando actuaba en sus compañeros de clases se reían. Uno de sus maestros, Augusto Fernández, le dijo que se dedique al humor que tenía mucho para dar, y así fue.
Samsó comenzó entonces con su carrera, a principios de 1990, actuando en lugares como el Pozo Voluptuoso o el Parakultural. En 1992, el por entonces director artístico de América TV, Roberto Cenderelli, decidiría reclutar a grupos de actores del movimiento underground porteño para la realización de un nuevo programa de humor; dicho elenco resultaría ser casi en su totalidad salido del Parakultural, debutando así en un nuevo programa, que sería capitaneado por el cómico Alfredo Casero, llamado De la cabeza. En él, cada grupo grababa 15 minutos de asociación libre de sus propias ideas, y de allí, se seleccionaba solo 1 minuto. Situaciones inconexas, y la apariencia de un zapeo frenético fueron característicos de una nueva forma de hacer humor: la teleaudiencia celebraría la llegada de actores nuevos y de ideas que habían estado confinadas, hasta ese momento, al circuito underground.
También participó de la secuela de ese programa, Cha Cha Cha, siendo uno de los pocos actores que se mantendrían a lo largo de las cuatro temporadas que dicho programa ocuparía en la televisión argentina. Allí se destacaría con su personaje "Alakrán", un comediante que al grito de «¡Yupi!» y «¡Viva la joda!» cuenta chistes para un público imaginario, lanzando papel picado desde sus bolsillos como una forma de auto festejo. Otros personajes que Samsó desplegaría junto a Casero incluirían a la "Señora Luna", encargada de dar el beso de buenas noches a los chicos con estrepitosas historias, entre muchos otros.
Posteriormente colaboró en diversos proyectos de televisión, como Fer Play, La Banda Dominguera, VideoMatch, en donde interpretó a "Fernandito" y su famosa frase «Me tomo un Agaromba y todo me chupa un huevo». También hizo incursiones en radio como en los programas Radio Infierno de FM La Rocka, Salsa Wolff de AM La Red y El Viajante de la Radio Municipal de la Provincia de Buenos Aires. También durante los años '90 prestó su voz para algunas publicidades de la empresa automovilística Renault.
En 2001 fue uno de los cómicos principales en el programa Café Fashion en Azul TV, como parte de un elenco variopinto de humoristas armado para la ocasión, y en radio en los programas ESPN Radio de Radio Del Plata y El Radio Blindado de FM Supernova, y es citado por Guillermo Francella para participar en su programa Poné a Francella, en el sketch de Ojitos Azules, haciendo de mozo con el traje de su clásico personaje: Alacrán.
A lo largo de 2002 fue una de las caras de la obra de teatro de revistas Un patacón no es caída y estuvo a cargo de la dosis de comicidad en Sabor a mí, programa de Telefé. También hizo teatro con sus amigos Juan Acosta y Atilio Veronelli. También realizó un pequeño rol en la película Todas las azafatas van al cielo, protagonizada por Alfredo Casero.
En 2003 hizo teatro de revistas con Jorge Corona en Mar Del Plata, actuó en Gracias por venir (programa de América 2), y también en teatro junto a Alfredo Casero. En 2004 actuó en Flanes de flores con Alfredo Casero y en No hay dos sin tres durante tres temporadas por Canal 9, donde nació "El Wachón" (un Guasón muy grosero y malhablado).
Durante 2005 debutó en Mar del Plata con su unipersonal Racimo de toronjas y participó en Ayer te vi (programa de Canal 9) y haciendo teatro concert con la obra Alacrán y Acosta te baten la posta junto a Juan Acosta. En 2006, hizo Jugados por amor (programa de Canal 9),
Inolvidable, una historia de humor (obra de teatro de revistas en Mar del Plata, protagonizada por Miguel Ángel Cherutti y Reina Reech) y Palermo Hollywood Hotel (programa de Canal 9).
En 2008 actuó en la telenovela Por amor a vos interpretando a un personaje llamado Adriano Cortés. Entre 2009 y 2012 se volvió un invitado habitual al programa Sin codificar (en el canal América TV) y Bendita TV (en Canal 9), mismo año donde regresó como invitado del programa de Marcelo Tinelli, Showmatch para la vuelta del Show del Chiste, donde el desafío fue hacer reír a Alexander Caniggia junto a otros humoristas como Sergio Gonal, Rodrigo Vagoneta y Larry De Clay. En 2013 pasaría a ser parte del elenco estable del programa cómico Peligro: sin codificar por Telefe.
Desde 2005, Rodolfo Samsó se desempeña como humorista estable en el programa de radio Bien Levantado (con Beto Casella), primero en la radio Mega 98.3 y luego en Pop Radio 101.5 interpretando a Alacrán, El Wachón, la Abuelita, personaje similar a la Señora Luna, El Maestro Zen (un gurú indio similar al dalái lama que, con el correr del tiempo, se va enamorando de la vida tramposa del argentino típico), el Payaso Amarguito (un payaso que frecuentemente cae en pozos depresivos), la Travesti Renée y Giuseppe Metralleta (un capomafioso de origen italiano).
En 2016, se encontraba de vacaciones en Orlando con su familia cuando azotó a dicha ciudad el huracán "Matthew", relatando en su programa radial "Bien Levantado" los acontecimientos sucedidos in situ.
De un tiempo a esta parte, Samsó realiza presentaciones en fiestas privadas y toca la guitarra eléctrica en la banda Bien Levantada, junto con Beto Casella y Gastón Recondo (sus compañeros en el programa de radio "Bien levantado").
En mayo de 2022 es convocado junto a Fabio Alberti por Alfredo Casero para su obra teatral The Casero Experimendo, recreando así muchos personajes y sketches de Cha Cha Cha.

## Carrera

### Inicios en teatro independiente
- 1990: El Pozo Voluptuoso (pub).
- 1991: Parakultural

### Televisión
- 1992/1993: De la cabeza (América TV).
- 1992: Peor es nada (Invitado en el especial Crápula) (El Trece).
- 1993, 1996: Cha cha cha (América TV).
- 1994: Fer Play (Telefe).
- 1995: La Banda Dominguera (Telefe).
- 1997/2000: Videomatch (Telefe).
- 2001: Poné a Francella (Telefe).
- 2001: Café Fashion (Azul TV).
- 2001: Viva la fiesta (América TV).
- 2002: Sabor a mí (Telefe).
- 2003: Gracias por venir (América TV).
- 2004/2005: No hay 2 sin 3 (Canal 9).
- 2005: Ayer te vi (Canal 9).
- 2005, 2012: Showmatch (2005 Canal 9, 2012 El Trece).
- 2006: Jugados por amor (Canal 9).
- 2006/2007: Palermo Hollywood Hotel (Canal 9).
- 2008: Por amor a vos (El Trece). Ficción, personaje Adriano.
- 2009/2015, 2017/2018: Peligro: Sin codificar, como humorista invitado (2009/2012, América TV), como humorista (2013/2015, 2017/2018, Telefe).
- 2010: Consentidos, El Trece. Ficción, personaje Eusebio, el sabio.
- 2010/2012: «La gala del humor» en el programa Sábado Show, El Trece.
- 2011/2012: La cocina del show, El Trece.
- 2011/2016: Bendita, como humorista invitado, Canal 9.
- 2019/2021: Humorista invitado en distintos programas.
- 2021 Invitado Por el mundo (Telefe). New York City, USA.
- 2020/2021/2022/2023 : Los 4 Fantásticos del Humor. USA TV ONLINE, Canal de YouTub
- 2023 Invitado Hoy día (Telemundo). Miami, USA.
- 2023 Invitado Sin Pistas (America). Miami, USA.
- 2024 Invitado Que desastre con el cómico cubano Alexis Valdes. Miami, USA.
- 2024 Invitado "Argentinos en Miami" (America). Miami, USA.
- 2024 Invitado Por el mundo (Telefe). Miami, USA.

### Teatro
- 2002: Un patacón no es caída (Teatro Revista).
- 2002: teatro con Juan Acosta y Atilio Veronelli
- 2003: teatro de revistas con Jorge Corona en Mar Del Plata
- 2003: teatro con Alfredo Casero
- 2004: Flanes de flores, con Alfredo Casero
- 2005: Racimo de toronjas, unipersonal en Mar del Plata
- 2005: Alacrán y Acosta te baten la posta (teatro concert).
- 2006: Inolvidable, una historia de humor (teatro de revistas con Miguel Ángel Cherutti y Reina Reech).
- 2007: Irresistible, otra Historia de Humor (teatro de revistas con Miguel Ángel Cherutti y Carmen Barbieri, en el teatro Neptuno de Mar del Plata, y en el teatro Premier).
- 2007/2008: El wachón de Alacrán, unipersonal (gira por Capital y el Gran Buenos Aires).
- 2009/2011: Unipersonal Japi Awer (gira por la costa atlántica y Buenos Aires).
- 2014: Alacrán decodificado (unipersonal, gira Capital y Gran Buenos Aires).
- 2017: "Culpables por error", con: Toti Ciliberto, Tristán, Sabrina Ravelli, Daniela Cardone y Tamara Bella. En: Calle Corrientes. (Buenos Aires).
- 2020/2021: Los 4 Fantásticos del Humor Teatro Atlas Mar del Plata y Villa Carlos Paz, Córdoba.
- 2022: The Casero Experimendo (Con Alfredo Casero y Fabio Alberti)
- 2022 The Casero Experimendo gira España (Madrid, Palma de Mallorda, Málaga, Valencia, Barcelona)
- 2023 "Argentinos Comedy Club" Teatro Trail, Sala Catarsis. Miami, USA.
- 2023 Improv Comedy Club "Viva la Comedia" Miami, USA.
- 2023 "Argentinos Comedy Club" Orlando, Washington D. C., Brooklyn NY, Broadway NY.
- 2023 The Casero Experimendo JCC Theater. Aventura, Miami, USA.
- 2024 "Argentinos Comedy Club" Teatro Trail, Sala Catarsis. Miami, USA.
- 2024 Improv Comedy Club "Viva la Comedia" Miami, USA.

### Radio
- 1997: Radio infierno (FM La Rocka).
- 1997/2000: Salsa Wolff (Radio La Red).
- 2000: El viajante (Radio Municipal, provincia de Buenos Aires).
- 2001: ESPN Radio (Radio del Plata).
- 2001/2002: El radio blindado (FM Supernova).
- 2005/2019: Bien Levantado, Mega 98.3 (2005-2009) - Pop Radio 101.5 (2009-2017) - Rock & Pop (2018-2019).
- 2014: Levantado de diez, Radio 10.
- 2020: Todos juntos, Radio Rivadavia.
- 2021/2022: Mejor ahora, Radio Rivadavia.

### Cine
- 2002: «Todas las azafatas van al cielo» con Alfredo Casero, Norma Aleandro, Emilio Disi.